# فرودگاه اکلاویک/فردی کارمایکل
فرودگاه اکلاویک/فردی کارمایکل (به انگلیسی: Aklavik/Freddie Carmichael Airport) یک فرودگاه همگانی باربری با کد یاتا LAK است که یک باند فرود شن دارد. این فرودگاه در کشور کانادا قرار دارد.

## شرکت‌های هواپیمایی و مقصدهای پروازی
| شرکت‌های هواپیمایی | مقصدهای پروازی           |
| ----------------- | ------------------------ |
| نورث-رایت ایرویز  | فصلی: اینوویک مایک زوبکو |